# Trididemnum vostoki
Trididemnum vostoki är en sjöpungsart som beskrevs av Romanov 1989. Trididemnum vostoki ingår i släktet Trididemnum och familjen Didemnidae. Inga underarter finns listade i Catalogue of Life.